# 戸沢村立神田小学校
戸沢村立神田小学校（とざわそんりつ じんでんしょうがっこう）は、山形県最上郡戸沢村にあった公立小学校。略称は神小（じんしょう）。
平成25年3月に廃校となり、校舎跡地は戸沢村生涯学習センターとして活用されている。
よく「かんだ」と間違われるが「じんでん」である。